# Kungens kurva
Kungens kurva (svéd: A király kanyarja) a Stockholm szomszédságában fekvő Huddinge községhez tartozik. A területen elsősorban bevásárlóközpontok, elektronikai áruházak, valamint a világ legnagyobb IKEA áruháza található.
A terület arról kapta a nevét, hogy V. Gusztáv svéd király 1939-es évjáratú Cadillacje 1946. szeptember 28-án, jávorszarvas-vadászatról visszatérőben, a kanyarban kisodródott az útról és az árokba futott. Az autót nem a király, hanem a sofőrje vezette. A balesetben senki nem sérült meg. A közszájon forgó elnevezés később hivatalosan is a terület nevévé vált.
A terület szomszédos Stockholm Skärholmen városrészével, ennek metrómegállójától gyalog is megközelíthető.

## Képek

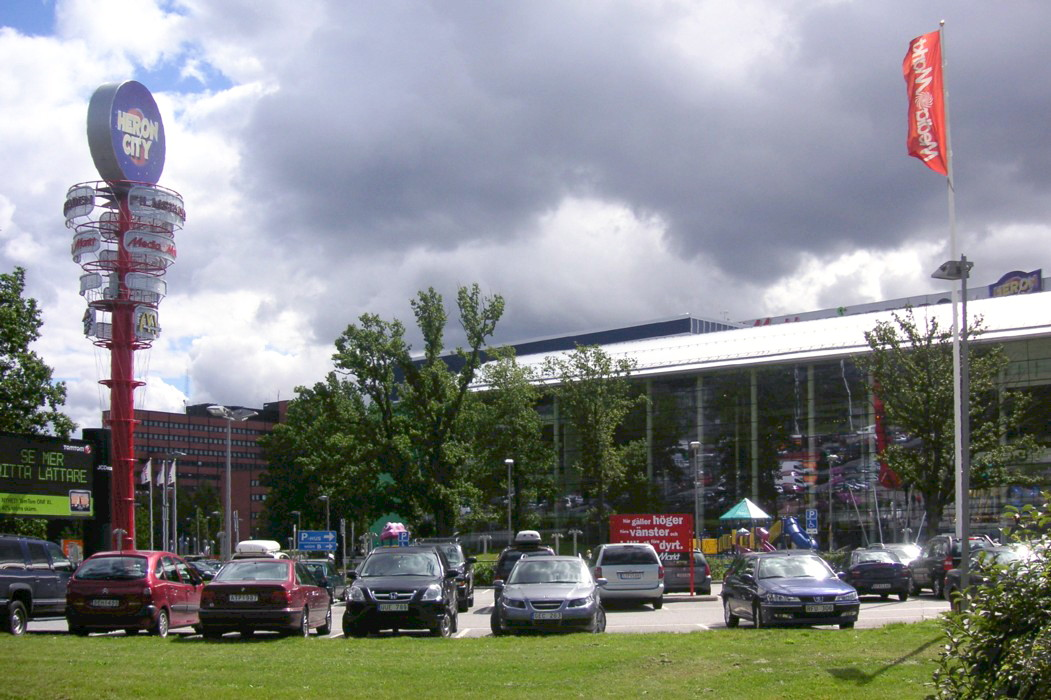
Heron City bevásárló- és szórakoztató központ
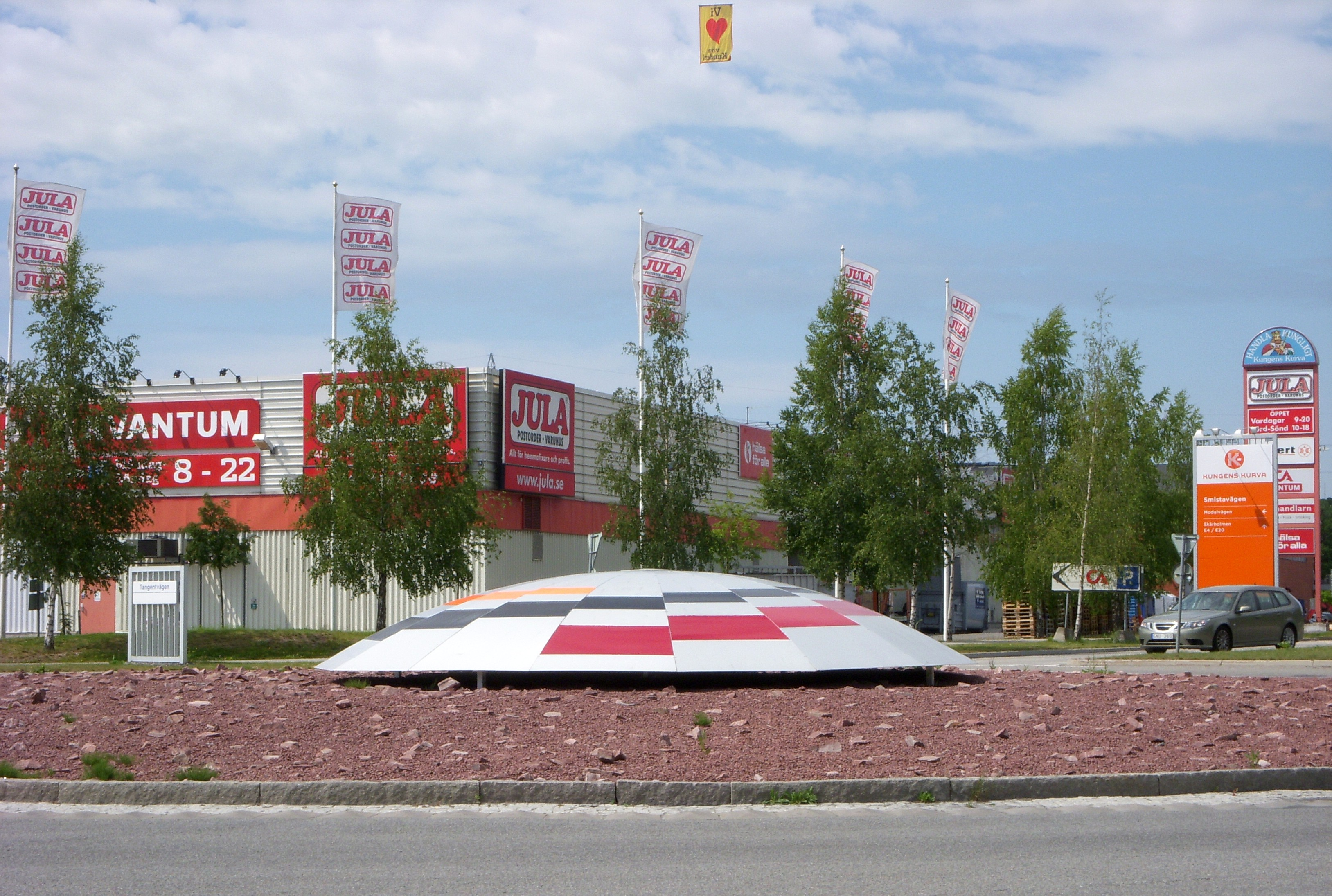
JULA áruház
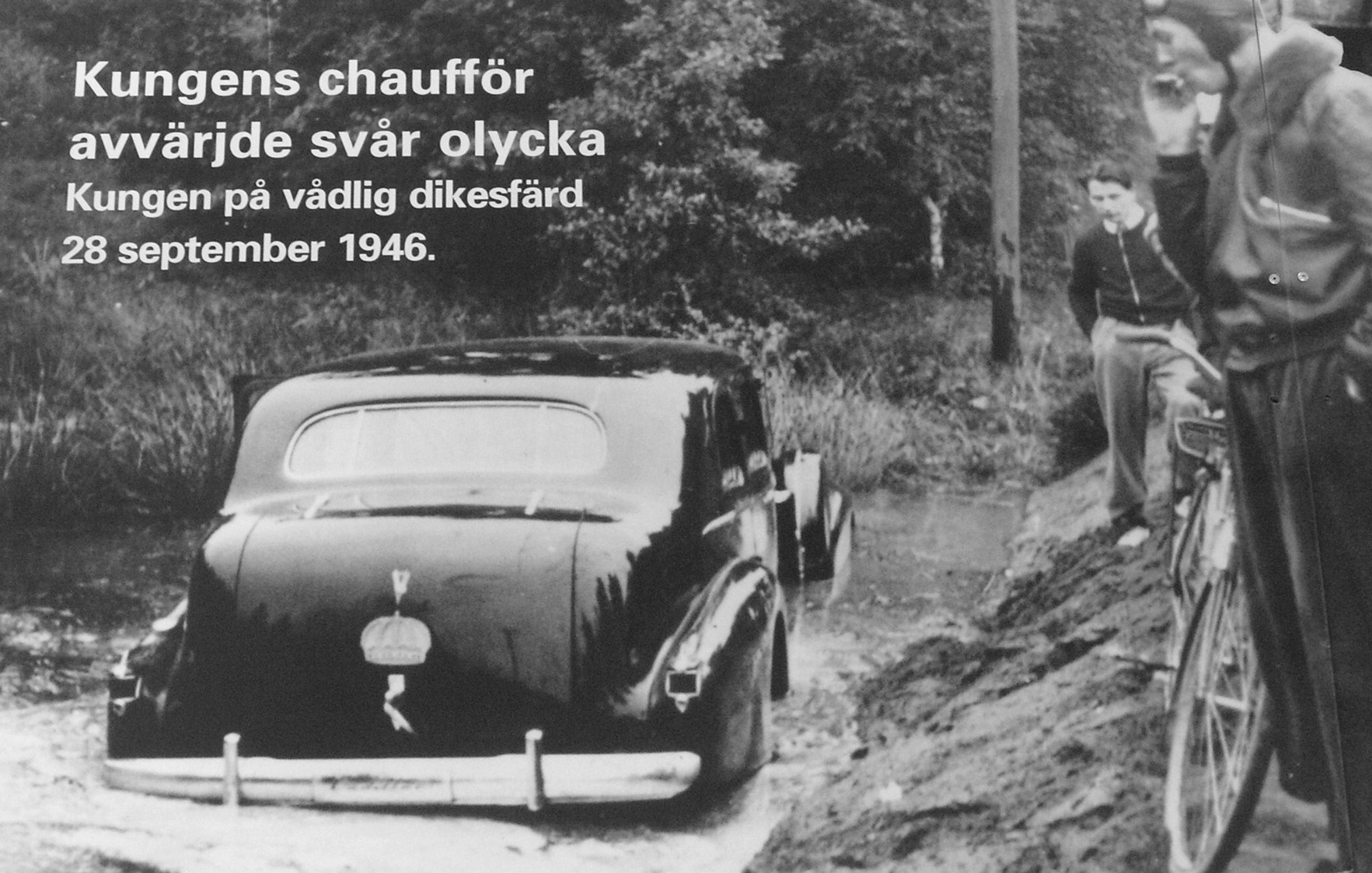
A királyi autó az árokban
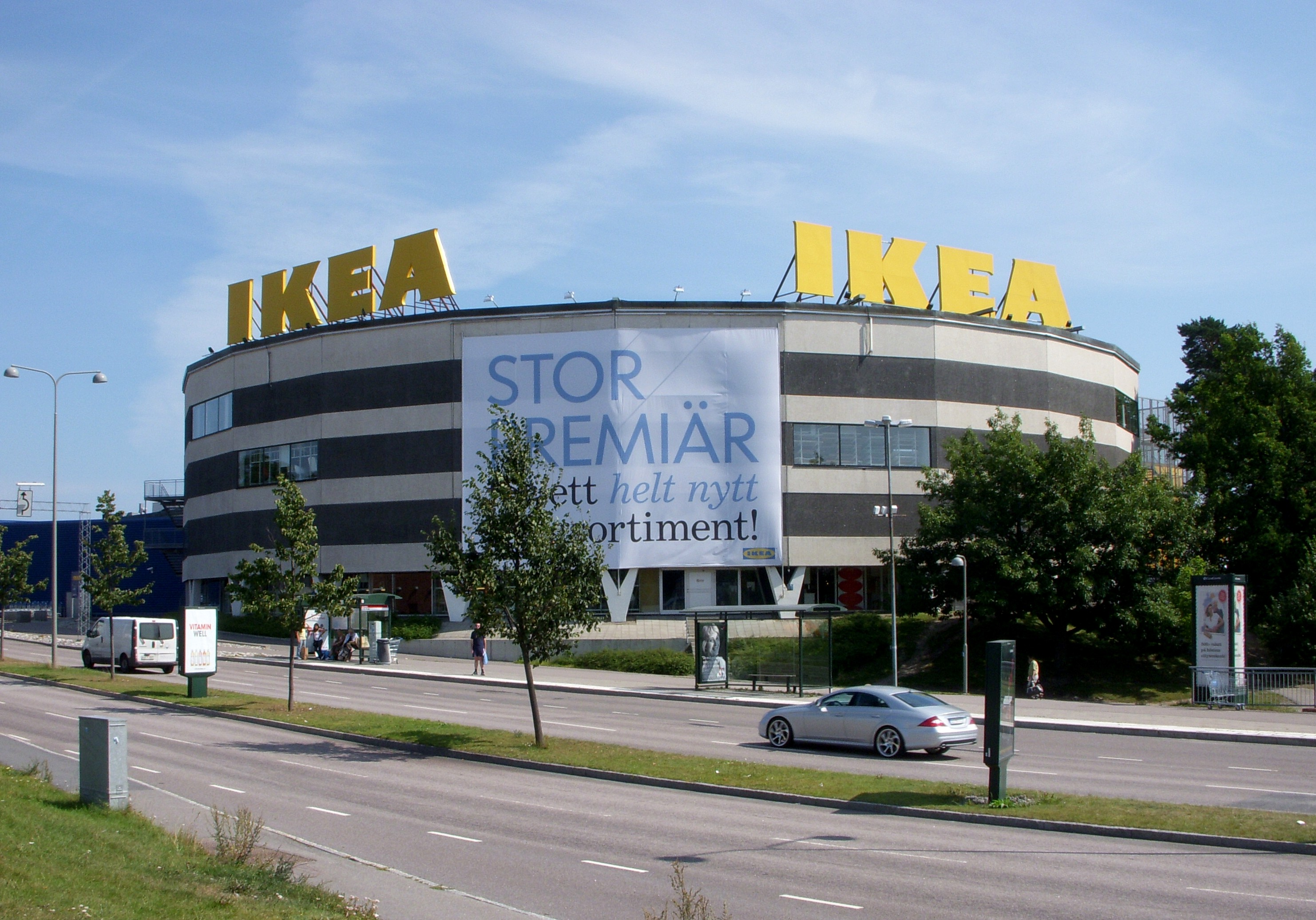
Az IKEA áruház